# HIST1H1D
HIST1H1D (англ. Histone cluster 1 H1 family member d) – білок, який кодується однойменним геном, розташованим у людей на короткому плечі 6-ї хромосоми. Довжина поліпептидного ланцюга білка становить 221 амінокислот, а молекулярна маса — 22 350.
Представник родини білків гістонів H1.
| 10         |  | 20         |  | 30         |  | 40         |  | 50         |
| ---------- |  | ---------- |  | ---------- |  | ---------- |  | ---------- |
| MSETAPLAPT |  | IPAPAEKTPV |  | KKKAKKAGAT |  | AGKRKASGPP |  | VSELITKAVA |
| ASKERSGVSL |  | AALKKALAAA |  | GYDVEKNNSR |  | IKLGLKSLVS |  | KGTLVQTKGT |
| GASGSFKLNK |  | KAASGEGKPK |  | AKKAGAAKPR |  | KPAGAAKKPK |  | KVAGAATPKK |
| SIKKTPKKVK |  | KPATAAGTKK |  | VAKSAKKVKT |  | PQPKKAAKSP |  | AKAKAPKPKA |
| AKPKSGKPKV |  | TKAKKAAPKK |  | K          |  |            |  |            |

A: Аланін

D: Аспарагінова кислота

E: Глутамінова кислота

F: Фенілаланін

G: Гліцин

I: Ізолейцин

K: Лізин

L: Лейцин

M: Метіонін

N: Аспарагін

P: Пролін

Q: Глутамін

R: Аргінін

S: Серин

T: Треонін

V: Валін

Кодований геном білок за функцією належить до фосфопротеїнів. 
Задіяний у такому біологічному процесі, як ацетилювання. 
Білок має сайт для зв'язування з ДНК. 
Локалізований у ядрі, хромосомах.